# 劉明福
劉　明福（りゅう　めいふく、リウ　ミンフー、1951年10月19日 - ）は中国人民解放軍の退役軍人で、中国国防大学の教授。
地政学を専門としており、中国夢（中国の夢）構想の提案者の1人とされる。

## 人物
1951年に山東省の貧しい農村で生まれる。1969年に軍に入隊し歩兵部隊で勤務。1979年からは当時の濟南軍區（済南軍管区、現在の北部戦区）で共産主義の理論研究と、政治工作について研究をしていた。1998年に退役。2007年からは国防大学で軍隊管理学の教授に成った。

## 主張と地政学的展望
「世界はアメリカ一国に任せておくには狭すぎる」とアメリカ一極支配を批判し、ポストアメリカ帝国主義の多極化世界の提案者の1人でもある。劉は国際社会はゼロサムゲームであり、軍事力こそが国際地位を決めるとし、中国軍はアメリカ軍と同等・対等な軍事力を保有しするべきだと主張する。国際的な地位として、アメリカ、ロシアに次ぐ第三極あるいは准超大国として米国をけん制するプレイヤーになるべきだと主張する。元朝日新聞記者で中国問題ジャーナリストの峯村健司によると「台湾と大陸は平和統一されなければ成らないという世界観こそがアメリカ帝国主義のプロパガンダであり、平和な時代は台湾独立勢力の培養の期間にしか成らなかった」と主張した。一方で、台湾省への解放軍の上陸作戦についてはコストや損害からやるべきでないとしており、軍隊ではなく法務執行機関の活用、情報戦や認知戦、司法戦などのグレーゾーン対応で行われるべきだとした。

## 中国国内からの批判・懐疑論
劉明福の「アメリカとの対等な軍事力の保有」や「世界秩序のプレイヤー化」には中国国内からも批判されている。同じくタカ派として知られる羅援（海軍提督）は、劉明福を「夢想家」「大言壮語」だと酷評しており、実際の中国軍はドローンやロボット兵器などの最先端分野では成長目まぐるしいとはいえ、ドクトリンや通常兵器は40年以上遅れており、また空母機動部隊を1つも保有していない点などを挙げて、米国を軍事力で牽制するのは不可能でその必要性も無いと主張した。